# 1989 OD
1989 OD är en asteroid i huvudbältet som upptäcktes den 21 juli 1989 av den australiensiske astronomen Robert H. McNaught vid Siding Spring-observatoriet.
Asteroiden har en diameter på ungefär 8 kilometer och den tillhör asteroidgruppen Gefion.